# 아파치 트래픽 서버
아파치 트래픽 서버(Apache Traffic Server, ATS)는 모듈 방식의 고성능 리버스 프록시, 포워드 프록시 서버로서, 일반적으로 Nginx와 Squid와 호환된다. 잉크토미가 개발하였으며 잉크토미가 야후!에 인수되기 전까지는 잉크토미 트래픽 서버라는 이름의 상용 제품으로 배포되었다.
야후!가 TS 소스를 아파치 인큐베이터 프로젝트의 하나로서 2009년 7월 아파치에 공개한 직후 야후! 온라인 출판지 OStatic의 게스트 편집장은 야후!가 야후! 홈페이지, 야후! 스포츠, 메일, 파이낸스 등의 사이트에서 하루 300억 개 이상의 오브젝트를 서비스하기 위해 운영 중인 TS를 사용한다고 언급하였다.